# Emily Bergl
Anne Emily Bergl (Milton Keynes, 25 de abril de 1975) es una actriz inglesa, conocida especialmente por su interpretación de Rachel Lang en Carrie 2: La ira, secuela de la película de 1976. También ha destacado en televisión como Annie O'Donnell en Men in Trees (2006-2008) de American Broadcasting Company, Beth Young en Desperate Housewives (2010-2011) y Tammy Bryant (TNT) en la serie Southland (2009-2013).

## Biografía
Emily Bergl es de ascendencia inglesa por parte de padre e irlandesa por madre. Comenzó sus estudios en Glenbrook South High School y Grinnell College cuando se mudó desde niña a Glenview. Su graduación fue en 1997, en Phi Beta Kappa, con título de base de inglés y aprendizaje de teatro.
Su primer papel llegó en 1999 interpretando a Corie en la serie Wasteland, después de lo cual la llamaron para interpretar a Rachel Lang en la película Carrie 2: La ira, que es la segunda parte de la película de 1976 Carrie. También ha participado en series televisivas como Gilmore Girls, Medium, CSI: Miami, Law & Order: Criminal Intent, Star Trek: Enterprise y NYPD Blue. Además interpretó a Sadie en la película Chasing Sleep, junto a Jeff Daniels, Gil Bellows y Julian McMahon. Su carrera también destacada en un papel importante de Steven Spielberg en el año 2002 en una miniserie: Taken.

## Filmografía
| Año       | Cine / TV                         | Papel               | Notas                                                 |
| --------- | --------------------------------- | ------------------- | ----------------------------------------------------- |
| 1999      | Wasteland                         | Corie               | Episodio: "Indian Summer"                             |
| 1999      | Carrie 2: La ira                  | Rachel Lang         |                                                       |
| 2000      | NYPD Blue                         | Anya Weiss          | Episodio: "Welcome to New York"                       |
| 2000      | ER                                | Gloria Milton       | Episodio: "May Day"                                   |
| 2001      | Chasing Sleep                     | Sadie               |                                                       |
| 2001      | Happy Campers                     | Talia               |                                                       |
| 2001      | Providence                        | Mujer               | 3 episodios                                           |
| 2002      | Taken                             | Lisa Clarken        | Miniserie                                             |
| 2003      | Final Draft                       | Helga               |                                                       |
| 2003      | Star Trek: Enterprise             | Bethany             | Episodio: "North Star"                                |
| 2001–2003 | Gilmore Girls                     | Francie Jarvis      | 4 episodios                                           |
| 2004      | CSI: Miami                        | Melanie Hines       | Episodio: "Blood Moon"                                |
| 2005      | The Hard Easy                     | Natalie             |                                                       |
| 2006      | Law & Order: Criminal Intent      | Alicia              | Episodio: "Vacancy"                                   |
| 2006      | Fur                               | Asistente de Allan  |                                                       |
| 2006–2008 | Men in Trees                      | Annie O'Donnell     |                                                       |
| 2007–2008 | The Governor's Wife               | Dr. Heather McManus |                                                       |
| 2009–2013 | Southland                         | Tammy Bryant        |                                                       |
| 2009      | Medium                            | Victoria            | Episodio: "Things to Do in Phoenix When You're Dead"  |
| 2009      | Date Blind                        | Susan               |                                                       |
| 2009      | The Good Wife                     | Bree                | 2 episodios                                           |
| 2010      | Grey's Anatomy                    | Trisha              | Episodio: "Shinny Happy People"                       |
| 2010–2012 | Desperate Housewives              | Beth Young          | Rol recurrente, temporadas 7 y 8                      |
| 2011      | Grassroots                        | Theresa Glendon     |                                                       |
| 2012      | The Mentalist                     | Sra. Austin         | Episodio: "Something Rotten in Redmund"               |
| 2013      | Warehouse 13                      | Autumn Radnor       | Episodio: "Parks and Rehabilitation"                  |
| 2014–2015 | Shameless                         | Sammi Gallagher     | Rol recurrente (temporada 4); principal (temporada 5) |
| 2015      | Law & Order: Special Victims Unit | Judith Briggs       | Episodio: "December Solstice"                         |
| 2015      | Scandal                           | Janet Beene         | Episodio: "Put a Ring on it"                          |
| 2016      | Gilmore Girls: A Year in the Life | Francie Jarvis      | Episodio: "Spring"                                    |
| 2016–2017 | American Crime                    | Lilah Tanner        | Rol recurrente, temporada 2                           |
| 2018–2022 | The Marvelous Mrs. Maisel         | Tessie              | Episodio "Rumble on the Wonder Wheel"                 |
| 2019      | How to Get Away with Murder       | Sally               |                                                       |
| 2019      | Mindhunter                        | Ms. Leland          |                                                       |